# Ірисор
Ірисор (Rhinopomastus) — рід птахів родини слотнякових (Phoeniculidae). Складається з трьох видів, що поширені в Африці. Згідно з молекулярними дослідженнями рід відхилився від слотняка (Phoeniculus) близько 10 млн. років тому. Ірисори мають чорний колір із кількома білими смужками на крилах. Ці птахи зазвичай мешкають парами та харчуються комахами та іншими безхребетними, яких вони легко достають з порожнин у деревах та землі завдяки своїм довгом дзьобам.

## Види
- Ірисор чорний (Rhinopomastus aterrimus)
- Ірисор великий (Rhinopomastus cyanomelas)
- Ірисор малий (Rhinopomastus minor)